# Rengtipahar
Rengtipahar és una serralada de muntanyes al sud del districte de Cachar a Assam. Les muntanyes es desenvolupen en direcció del cap al nord procedents de Mizoram (muntanyes Lushai) on de fet comencen, i formen la línia divisòria de les aigües dels rius Sonai i Dhaleswari.